# زي تي في
زي تي في (بالإنجليزية: Zee TV) هي قناة تلفزيونية هندية تملكها زي للمشاريع الترفيهية و هي شركة إعلامية وترفيهية مقرها في مومباي و هي جزء من مجموعة إيسيل. بدأت القناة البث في 2 أكتوبر 1992 و تعرض في المقام الأول برامج باللغة الهندية بالإضافة إلى اللغات المحلية الأخرى في الهند. القناة متوفرة أيضا في مناطق أخرى من جنوب آسيا، أوروبا، الشرق الأوسط، أفريقيا، أسترالاسيا وأمريكا الشمالية.

## توفر القناة في هذه الدول
- الهند
- الولايات المتحدة
- بيرو
- أستراليا
- كندا
- المملكة المتحدة وبعض الدول في أوروبا متوفرة القناة
- فرنسا
- نيوزيلندا
- اليابان
- روسيا
- ترينيداد وتوباغو
- تركيا
- السعودية
- قطر
- الإمارات العربية المتحدة وبعض الدول في الشرق الأوسط وشمال أفريقيا متوفرة القناة
- مصر

## تاريخ
زي تي في أسسها سوبهاش تشاندرا وأطلقت في الهند في 1 أكتوبر 1992 لتصبح بذلك أول قناة فضائية هندية. كانت زي سابقا في شراكة مع ستار تي في ولكن انتهت هذه الشراكة عندما أصبحت ستار تي في تابعة لشركة نيوز كوربوريشن التي يملكها روبرت مردوخ.
تم إطلاق قناة زي تي في في فرنسا في 1 يناير 1993 حيث إن بعض برامجها التي تبث في فرنسا فيه أفلام هندية وعالمية مترجمة ومدبلجة بالفرنسية من قبل تي أف 1 وCanal + وFrance Television وتي في 5 موند وغيرها. تم إطلاق قناة زي تي في في المملكة المتحدة في مارس 1995 و ضمت إليها قناة تي في آسيا والتي كانت أول قناة آسيوية في المملكة المتحدة وأوروبا. تم إطلاق زي تي في في الولايات المتحدة الأمريكية في 15 يوليو 1995 حيث إن بعض برامجها التي تبث في الولايات المتحدة تكون مترجمة إلى الإنكليزية وبعضها الآخر تكون كاملة بالإنجليزية. زي تي في أصبحت متوفرة بتفنية (HD) في الهند أولا، ثم في الولايات المتحدة في 5 سبتمبر 2012 و هي بذلك أول قناة جنوب آسيوية يتم إطلاقها بتقنية HD في الولايات المتحدة الأمريكية، ثم في فرنسا في 1 يناير 2014 وهي بذلك أول قناة يتم إطلاقها بتقنية HD في فرنسا.

### الشعار

1992-2000[2]
2000-2002[3]
2002-2005[4]
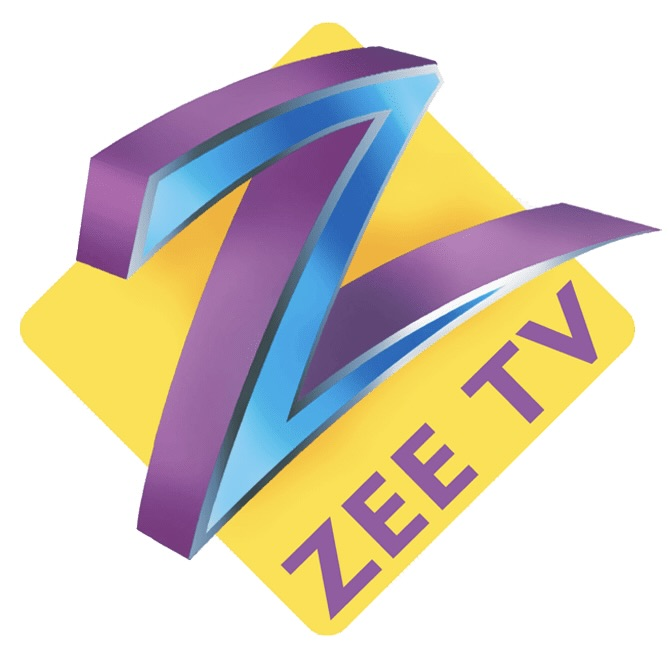
2005-2011
2011-2017
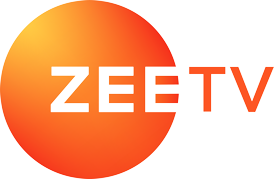
2017-2025
2025-حتى الآن

### الشعبية والمنافسة
زي تي في قناة واسعة الانتشار في الهند، وهي تبث مجموعة من البرامج التي تحظى بشعبية هائلة. و تعتبر منافسا قويا لكل من قناة سوني تي في وقناة ألوان و حققت أعلى نسب مشاهدة عدة مرات.

### زي تي في اليوم
زي تي في متوفرة حاليا في أكثر من 169 بلدا ويتابعها أكثر من 700 مليون مشاهد حول العالم.

### الجوائز والأحداث
| الجائزة          | تاريخ إنعقادها لأول مرة | ملاحظات                                                          |
| ---------------- | ----------------------- | ---------------------------------------------------------------- |
| جوائز زي سيني    | 1997                    | حفل جوائز سنوي تمنح لأفضل ما في بوليوود.                         |
| جوائز زي ريشتي   | 2007                    | حفل جوائز سنوي تمنح لأفضل برامج وشخصيات قناة زي تي في.           |
| جوائز زي الذهبية | 2008                    | حفل جوائز سنوي تمنح لأفضل الأعمال والشخصيات في التلفزيون الهندي. |

## وصلات خارجية
- الموقع الرسمي